# Aris Prins
Aris Prins (Moerkapelle,  28 mei 1799 – Gouda,  4 oktober 1885) was een Nederlandse burgemeester.

## Leven en werk
Prins werd in 1799 in Moerkapelle geboren als zoon van de timmermansbaas Cornelis Prins en Leena van Beijeren. Prins was commissionair en koopman te Gouda. In 1842 werd hij benoemd tot burgemeester van de gemeente Stein. Deze functie vervulde hij gedurende een periode van tien jaar. In maart 1852 werd hij eervol ontslagen als burgemeester en werd hij opgevolgd door Dirk Braat.
Prins trouwde op 7 juli 1830 te Gouda met Sebilla Jacoba van Leent. Hun dochter Frederica Johanna Helena Prins trouwde met de Goudse schilder Dirk Johannes van Vreumingen. Prins overleed in oktober 1885 op 87-jarige leeftijd in zijn woonplaats Gouda. Hij werd begraven op de oude begraafplaats aan de Prins Hendrikstraat aldaar.